# Bemmeridae
Bemmeridae zijn een familie van spinnen. De familie telt 4 beschreven geslachten.

## Geslachten
- Atmetochilus Simon, 1887
- Damarchus Thorell, 1891
- Homostola Simon, 1892
- Spiroctenus Simon, 1889